# Dominik Meichtry
Dominik Meichtry, né le 18 novembre 1984 à Saint-Gall, est un nageur suisse spécialiste des épreuves de nage libre (100, 200 et 400 m). Il est notamment 25 fois champion de Suisse, médaillé d'argent aux Championnats d'Europe de natation en petit bassin 2008 sur 200 mètres nage libre et sixième aux Jeux olympiques en 2008 sur 200 mètres nage libre. S'entraînant au sein des Golden Bears de la Californie, il détient cinq records de Suisse.
Il est le mari de la nageuse Jessica Hardy.

## Palmarès

### Jeux olympiques
| Épreuve                          | 2004 | 2008 | 2012 |
| -------------------------------- | ---- | ---- | ---- |
| 100 mètres nage libre            |      | 16e  | 29e  |
| 200 mètres nage libre            | 14e  | 6e   | 15e  |
| 400 mètres nage libre            |      | 27e  | 19e  |
| Relais 4 × 100 mètres nage libre |      | 13e  |      |
| 100 mètres papillon              |      |      | 34e  |

### Championnats du monde
| Épreuve                      | 2003 | 2005 | 2007 | 2009 | 2011 |
| ---------------------------- | ---- | ---- | ---- | ---- | ---- |
| 100 mètres nage libre        |      |      | 13e  | 33e  |      |
| 200 mètres nage libre        | 14e  | 15e  | 11e  | 9e   | 7e   |
| 400 mètres nage libre        |      |      |      |      | 22e  |
| Relais 4 × 100 m. nage libre |      |      |      | 12e  |      |
| Relais 4 × 200 m. nage libre |      |      |      | 17e  |      |
| 100 mètres papillon          |      |      |      |      | 32e  |

### Championnats d'Europe
| Épreuve               | 2002 | 2006 | 2010 |
| --------------------- | ---- | ---- | ---- |
| 100 mètres nage libre |      | 16e  |      |
| 200 mètres nage libre | 24e  | 11e  | 7e   |
| 400 mètres nage libre |      |      | 25e  |
| 100 mètres papillon   |      |      | 23e  |

### Championnats d'Europe en petit bassin
| Épreuve               | 2004 | 2008 |
| --------------------- | ---- | ---- |
| 50 mètres nage libre  |      | 27e  |
| 100 mètres nage libre |      | 10e  |
| 200 mètres nage libre | 7e   | 2e   |
| 400 mètres nage libre | 14e  |      |

### Championnats de Suisse
| Épreuve               | 2003 | 2004 | 2008 | 2009 | 2010 | 2012 |
| --------------------- | ---- | ---- | ---- | ---- | ---- | ---- |
| 50 mètres nage libre  |      |      | 1er  |      | 1er  | 2e   |
| 100 mètres nage libre | 2e   | 1er  | 1er  | 2e   | 1er  | 1er  |
| 200 mètres nage libre | 1er  | 1er  | 1er  | 1er  | 1er  | 1er  |
| 400 mètres nage libre |      |      | 1er  | 1er  | 1er  | 1er  |
| 100 mètres papillon   |      |      |      | 1er  | 1er  | 1er  |

### Championnats de Suisse en petit bassin
| Épreuve                           | 2007 | 2009 |
| --------------------------------- | ---- | ---- |
| 50 mètres nage libre              | 2e   |      |
| 100 mètres nage libre             | 1er  | 1er  |
| 200 mètres nage libre             | 1er  | 1er  |
| 400 mètres nage libre             | 1er  | 2e   |
| 50 mètres papillon                | 2e   |      |
| Relais 4 × 50 mètres nage libre   |      | 1er  |
| Relais 4 × 50 mètres quatre nages |      | 1er  |